# Edward William Lane

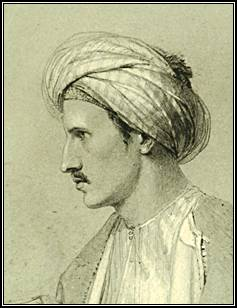
Edward William Lane

Edward William Lane (* 17. September  1801 in Hereford; † 10. August 1876 in Worthing) war ein bedeutender britischer Orientalist.
Geboren als Sohn eines Domherrn in Hereford, ging er zum Studium nach Cambridge, verließ aber die Universität bald und begab sich nach London, um Graveur zu werden. Als man bei ihm Tuberkulose feststellte und ihm den Aufenthalt in wärmerem Klima empfahl, reiste er 1825 nach Ägypten. Dort widmete er sich intensiv dem Studium des Lebens der Ägypter und der arabischen Sprache. 1828 kehrte er nach England zurück und suchte vergeblich einen Herausgeber seines Reisetagebuchs, das er selbst illustriert hatte. 1834 reiste er erneut nach Ägypten. 1838 veröffentlichte er dann sein erstes bedeutendes Werk Manners and Customs of the Modern Egyptians, das 1852 von Julius Theodor Zenker ins Deutsche übersetzt wurde. Diese exakte und umfassende Beschreibung Ägyptens fand große Beachtung beim englischen Publikum. 1840 bis 1841 gab er eine englische Übersetzung von 1001 Nacht nach dem ersten in Bulaq erschienenen arabischen Druck heraus. Dann widmete er sich einem arabisch-englischen Wörterbuch. Zu entsprechenden Studien weilte er von 1842 bis 1849 wieder in Ägypten. Das Arabic-English Lexicon konnte er bis zu seinem Tod nicht fertigstellen. Es wurde von seinem Neffen Stanley Lane-Poole fortgesetzt, und 1893 wurde schließlich der letzte Band veröffentlicht. 

## Schriften
- Ueber die Lexicographie der arabischen Sprache. In: Zeitschrift der Deutschen Morgenländischen Gesellschaft, Band 3. 1849. S. 90–107 (Digitalisat).
- Ueber die Aussprache der arabischen Vocale und die Betonung der arabischen Wörter. In: Zeitschrift der Deutschen Morgenländischen Gesellschaft, Band 4. 1850. S. 171–186 (Digitalisat).
- Description of Egypt. Notes and Views in Egypt and Nubia, made during the Years 1825, 26, 27, and 28. Herausgegeben und mit einer Einführung versehen von Jason Thompson. American University in Cairo Press, Kairo 2000, ISBN 977-424-525-3.
- An Arabic-English Lexicon. 8 Bände. London/Edinburgh 1863–1893; Nachdrucke 1955–1957 und 1968.